# Ronde van Langkawi 2006
De Ronde van Langkawi 2006 werd gehouden van 3 februari tot en met 12 februari in Maleisië. 
Neo-prof Maximiliano Richeze won de eerste etappe en ook de tweede etappe werd gewonnen door een Argentijn, de sprinter Ruben Bongiorno. De derde etappe was de eerste van twee bergritten en de Amerikaan Saul Raisin kwam als eerste over de streep. David George nam de leiding in het algemeen klassement, voor Gabriele Missaglia. 
De dag daarna won de Colombiaan José Serpa de rit door een ontsnapping. Ook in de daaropvolgende etappe -de 2e bergetappe werd gewonnen door Serpa.  George behield zijn leiderstrui en zo die in de laatste ritten niet meer afstaan. Het waren vooral vluchters die in de laatste etappes met de zege aan de haal gingen en Serhij Matvjejev won de tijdrit op de voorlaatste dag. Door het slechte weer werd de tiende en daarmee slotetappe – een plaatselijk criterium – afgelast. 

## Etappe-overzicht
| etappe | datum       | start         | finish            | afstand     | winnaar             | klassementsleider   |
| ------ | ----------- | ------------- | ----------------- | ----------- | ------------------- | ------------------- |
| 1e     | 3 februari  | Kuala Lumpur  | Rawang            | 81,0 km     | Maximiliano Richeze | Maximiliano Richeze |
| 2e     | 4 februari  | Tanjung Malim | Sitiawan          | 164,7 km    | Ruben Bongiorno     | Maximiliano Richeze |
| 3e     | 5 februari  | Lumut         | Cameron Highlands | 150,6 km    | Saul Raisin         | David George        |
| 4e     | 6 februari  | Tapah         | Kuala Selangor    | 142,2km     | José Serpa          | David George        |
| 5e     | 7 februari  | Menara TM     | Genting Highlands | 99,7 km     | José Serpa          | David George        |
| 6e     | 8 februari  | Shah Alam     | Tampin            | 178,7 km    | Laurent Mangel      | David George        |
| 7e     | 9 februari  | Muar          | Kota Tinggi       | 188.2 km    | Elio Aggiano        | David George        |
| 8e     | 10 februari | Yong Peng     | Segamat           | 72,7 km     | Sébastien Hinault   | David George        |
| 9e     | 11 februari | Melaka        | Melaka            | 16,2 km (t) | Serhij Matvjejev    | David George        |
| 10e    | 12 februari | Kuala Lumpur  | Kuala Lumpur      | 56,0 km     | Ángel Vallejo       | David George        |

## Etappe-uitslagen

### 1e etappe
| rang | renner                  | land       | tijd    |
| ---- | ----------------------- | ---------- | ------- |
| 1    | Maximiliano Richeze     | Argentinië | 1.43.53 |
| 2    | Erki Pütsep             | Estland    | 0.00    |
| 3    | Takashi Miyazawa        | Japan      | 0.00    |
| 4    | Steffen Radochla        | Duitsland  | 0.00    |
| 5    | Angel Vallejo Dominguez | Spanje     | 0.00    |
| 6    | Elio Aggiano            | Italië     | 0.00    |
| 7    | Gabriele Missaglia      | Italië     | 0.00    |
| 8    | Francesco Bellotti      | Italië     | 0.00    |
| 9    | Jean Claude Lebeau      | België     | 0.00    |
| 10   | César Grajales          | Colombia   | 0.00    |

### 2e etappe
| rang | renner                    | land                | tijd    |
| ---- | ------------------------- | ------------------- | ------- |
| 1    | Guillermo Ruben Bongiorno | Argentinië          | 3.59.24 |
| 2    | Maximiliano Richeze       | Argentinië          | 0.00    |
| 3    | Steffen Radochla          | Duitsland           | 0.00    |
| 4    | Mark Cavendish            | Verenigd Koninkrijk | 0.00    |
| 5    | Filip Meirhaeghe          | België              | 0.00    |
| 6    | Samuele Marzoli           | Italië              | 0.00    |
| 7    | Gregory Habeaux           | België              | 0.00    |
| 8    | Anthony Ravard            | Frankrijk           | 0.00    |
| 9    | Takashi Miyazawa          | Japan               | 0.00    |
| 10   | Gabriele Missaglia        | Italië              | 0.00    |

### 3e etappe
| rang | renner             | land             | tijd    |
| ---- | ------------------ | ---------------- | ------- |
| 1    | Saul Raisin        | Verenigde Staten | 4.03.55 |
| 2    | David George       | Zuid-Afrika      | 0.00    |
| 3    | Darren Lill        | Zuid-Afrika      | 0.17    |
| 4    | David McCann       | Ierland          | 0.32    |
| 5    | Gabriele Missaglia | Italië           | 0.37    |
| 6    | Laurent Lefèvre    | Frankrijk        | 2.16    |
| 7    | Francesco Bellotti | Italië           | 2.16    |
| 8    | José Serpa         | Colombia         | 2.16    |
| 9    | César Grajales     | Colombia         | 2.16    |
| 10   | Walter Pedraza     | Colombia         | 2.16    |

### 4e etappe
| rang | renner               | land                | tijd    |
| ---- | -------------------- | ------------------- | ------- |
| 1    | José Serpa           | Colombia            | 3.17.46 |
| 2    | Evan Oliphant        | Verenigd Koninkrijk | 0.15    |
| 3    | Christophe Riblon    | Frankrijk           | 0.17    |
| 4    | Stef Clement         | Nederland           | 0.18    |
| 5    | Xavier Tondi Volpini | Spanje              | 0.31    |
| 6    | Kazuhiro Mori        | Japan               | 1.06    |
| 7    | Johan Verstrepen     | België              | 1.06    |
| 8    | Mirko Allegrini      | Italië              | 1.08    |
| 9    | Steffen Radochla     | Duitsland           | 3.00    |
| 10   | Sébastien Hinault    | Frankrijk           | 3.00    |

### 5e etappe
| rang | renner              | land             | tijd    |
| ---- | ------------------- | ---------------- | ------- |
| 1    | José Serpa          | Colombia         | 3.01.00 |
| 2    | José Miguel Elias   | Spanje           | 1.28    |
| 3    | Massimo Iannetti    | Italië           | 1.33    |
| 4    | Francesco Bellotti  | Italië           | 1.38    |
| 5    | Walter Pedraza      | Colombia         | 1.38    |
| 6    | César Grajales      | Colombia         | 1.39    |
| 7    | David George        | Zuid-Afrika      | 1.41    |
| 8    | Saul Raisin         | Verenigde Staten | 2.08    |
| 9    | Christophe Le Mével | Frankrijk        | 2.14    |
| 10   | Yoann Le Boulanger  | Frankrijk        | 2.27    |

### 6e etappe
| rang | renner                    | land       | tijd    |
| ---- | ------------------------- | ---------- | ------- |
| 1    | Laurent Mangel            | Frankrijk  | 4.16.53 |
| 2    | Gene Bates                | Australië  | 0.00    |
| 3    | Yoann Le Boulanger        | Frankrijk  | 0.00    |
| 4    | Gregory Habeaux           | België     | 0.00    |
| 5    | Shinichi Fukushima        | Japan      | 0.00    |
| 6    | José Miguel Elias         | Spanje     | 0.04    |
| 7    | David McCann              | Ierland    | 0.05    |
| 8    | Massimo Iannetti          | Italië     | 0.08    |
| 9    | Guillermo Ruben Bongiorno | Argentinië | 0.11    |
| 10   | Steffen Radochla          | Duitsland  | 0.11    |

### 7e etappe
| rang | renner                    | land                | tijd    |
| ---- | ------------------------- | ------------------- | ------- |
| 1    | Elio Aggiano              | Italië              | 4.21.36 |
| 2    | Russell Downing           | Verenigd Koninkrijk | 0.03    |
| 3    | Bernard Van Ulden         | Verenigde Staten    | 0.03    |
| 4    | Steffen Radochla          | Duitsland           | 0.07    |
| 5    | Mark Cavendish            | Verenigd Koninkrijk | 0.07    |
| 6    | Andy Flickinger           | Frankrijk           | 0.07    |
| 7    | Samuele Marzoli           | Italië              | 0.07    |
| 8    | Guillermo Ruben Bongiorno | Argentinië          | 0.07    |
| 9    | Erki Pütsep               | Estland             | 0.07    |
| 10   | Sébastien Hinault         | Frankrijk           | 0.07    |

### 8e etappe
| rang | renner             | land                | tijd    |
| ---- | ------------------ | ------------------- | ------- |
| 1    | Sébastien Hinault  | Frankrijk           | 1:33:33 |
| 2    | Mark Cavendish     | Verenigd Koninkrijk | 0.00    |
| 3    | Samuele Marzoli    | Italië              | 0.00    |
| 4    | Gabriele Missaglia | Italië              | 0.00    |
| 5    | Hassan Suhardi     | Maleisië            | 0.00    |
| 6    | Erki Pütsep        | Estland             | 0.00    |
| 7    | Roger Beuchat      | Zwitserland         | 0.00    |
| 8    | Anthony Ravard     | Frankrijk           | 0.00    |
| 9    | Yohann Gène        | Frankrijk           | 0.00    |
| 10   | Steffen Radochla   | Duitsland           | 0.00    |

### 9e etappe
| rang | renner             | land                | tijd  |
| ---- | ------------------ | ------------------- | ----- |
| 1    | Serhij Matvjejev   | Oekraïne            | 19.39 |
| 2    | David McCann       | Ierland             | 0.32  |
| 3    | Stef Clement       | Nederland           | 0.36  |
| 4    | Bernard Van Ulden  | Verenigde Staten    | 0.41  |
| 5    | Torsten Schmidt    | Duitsland           | 0.42  |
| 6    | Benoît Poilvet     | Frankrijk           | 0.50  |
| 7    | Francesco Bellotti | Italië              | 0.50  |
| 8    | José Serpa         | Colombia            | 0.53  |
| 9    | Ed Clancy          | Verenigd Koninkrijk | 0.54  |
| 10   | Cyril Lemoine      | Frankrijk           | 0.59  |

## Eindklassementen

### Algemeen klassement
| rang | renner                    | land                | tijd     |
| ---- | ------------------------- | ------------------- | -------- |
| 1    | David George              | Zuid-Afrika         | 26.43.55 |
| 2    | Francesco Bellotti        | Italië              | 1.52     |
| 3    | Gabriele Missaglia        | Italië              | 1.56     |
| 4    | César Grajales            | Colombia            | 2.31     |
| 5    | Walter Pedraza            | Colombia            | 3.11     |
| 6    | José Serpa                | Colombia            | 4.20     |
| 7    | Jose Miguel Elias Galindo | Spanje              | 4.41     |
| 8    | Laurent Lefèvre           | Frankrijk           | 4.46     |
| 9    | Robin Sharman             | Verenigd Koninkrijk | 4.57     |
| 10   | Benoît Poilvet            | Frankrijk           | 5.15     |
| 11   | Saul Raisin               | Verenigde Staten    | 7.41     |
| 12   | Mark Walters              | Canada              | 8.30     |
| 13   | David McCann              | Ierland             | 8.50     |
| 14   | Raul Garcia De Mateos     | Spanje              | 9.30     |
| 15   | Serhij Matvjejev          | Oekraïne            | 10.17    |
| 16   | Ryan Cox                  | Zuid-Afrika         | 10.18    |
| 17   | Darren Lill               | Zuid-Afrika         | 11.46    |
| 18   | Massimo Iannetti          | Italië              | 12.21    |
| 19   | Ed Clancy                 | Verenigd Koninkrijk | 13.32    |
| 20   | Yoann Le Boulanger        | Frankrijk           | 15.14    |
| 21   | Hossein Askari            | Iran                | 15.52    |
| 22   | Kristian House            | Verenigd Koninkrijk | 18.00    |
| 23   | Takashi Miyazawa          | Japan               | 18.03    |
| 24   | Shinichi Fukushima        | Japan               | 18.31    |
| 25   | Sven Renders              | België              | 19.05    |

1996 · 
1997 · 
1998 · 
1999 · 
2000 ·
2001 ·
2002 ·
2003 ·
2004 ·
2005 ·
2006 ·
2007 ·
2008 ·
2009 ·
2010 ·
2011 ·
2012 ·
2013 ·
2014 ·
2015 ·
2016 ·
2017 ·
2018 ·
2019 ·
2020 ·
2021 ·
2022 ·
2023 ·
2024 ·